# Yoshiteru Yamashita
Yoshiteru Yamashita (n. 21 noiembrie 1977) este un fost fotbalist japonez.

## Statistici
| Japonia | Japonia | Japonia |
| An      | Meciuri | Goluri  |
| ------- | ------- | ------- |
| 2001    | 2       | 0       |
| 2002    | 0       | 0       |
| 2003    | 1       | 0       |
| Total   | 3       | 0       |